# Verfolgungsjagd
Unter einer Verfolgungsjagd (auch Verfolgungsfahrt genannt) versteht man im allgemeinen Sprachgebrauch die über längere Zeit andauernde und über weite Strecken führende Verfolgung eines Fahrzeugs durch Strafverfolgungsbehörden, vornehmlich durch die Polizei. Selten umfasst der Begriff auch das Verfolgen einer oder mehrerer Personen. Ziel ist das Anhalten des Verkehrsteilnehmers zur Durchsetzung weiterer Maßnahmen.

## Begriffsbestimmung
Im offiziellen Sprachgebrauch (Amtssprache) spricht man ausschließlich von einer Verfolgungsfahrt. Der Begriff Verfolgungsjagd wurde primär durch Medien wie Film- und Fernsehproduktionen, die Videospiele-Industrie sowie die Presse geprägt und hat sich seither im Volksmund etabliert. Dabei stellt weder die Verfolgungsjagd noch die Verfolgungsfahrt einen legaldefinierten Rechtsbegriff dar. Vielmehr handelt es sich dabei um den Gesamtverlauf des Einsatzgeschehens. Das Ministerium des Innern des Landes Nordrhein-Westfalen definierte die Verfolgungsfahrt sinngemäß wie folgt: Eine Verfolgungsfahrt im polizeitaktischen Sinne läge dann vor, wenn Personen als Fahrer oder Mitfahrer von bzw. in Fahrzeugen angehalten werden sollen und sich der polizeilichen Maßnahme durch Flucht zu entziehen versuchen und dann durch die Polizei verfolgt werden. Dabei müsse weder eine bestimmte Geschwindigkeit erreicht, eine bestimmte Strecke zurückgelegt noch Personen gefährdet werden. Die Definitionen anderer Bundesländer oder Staaten können variieren. Die Police Pursuit Guidelines des Illinois Law Enforcement Training and Standards Board der Vereinigten Staaten definiert eine Verfolgungsfahrt folgendermaßen: „An active attempt by a peace officer in an authorized emergency vehicle to apprehend an actual or suspected law violator, who is attempting to avoid apprehension through evasive tactics.“ Sinngemäß übersetzt: Der aktive Versuch eines Polizeibeamten in einem autorisierten Notfallfahrzeug, einen tatsächlichen oder vermuteten Gesetzesbrecher festzunehmen, der versucht, sich der Festnahme durch Fluchttaktiken zu entziehen.
Verlässt die verfolgende Behörde dabei ihr Hoheitsgebiet, spricht man von „Nacheile“.

## Entstehung und Gründe für eine Verfolgungsfahrt
Die Entstehung einer Verfolgungsfahrt kann sich aus verschiedenen Situationen ergeben. In vielen Fällen kommt es dann zu einer Verfolgungsfahrt, wenn die Polizei sich im Straßenverkehr dazu entschließt, einen Verkehrsteilnehmer in seinem Kraftfahrzeug anzuhalten und zu kontrollieren (Verkehrskontrolle). Die Verfolgungsfahrt beginnt dann, wenn die Person die Signale zum Anhalten über einen längeren Zeitraum ignoriert und daraus der Eindruck entsteht, dass die Person sich der Maßnahme zu entziehen versucht. Unter Umständen kann eine Verfolgungsfahrt auch dann stattfinden, wenn die Person sich der Verkehrskontrolle zunächst stellt und im Verlaufe der Kontrolle flüchtet. Seltener liegt der Verfolgungsfahrt keine Verkehrskontrolle zugrunde, sondern das Flüchten vom Tatort.
Die Gründe für das Entstehen einer Verfolgungsfahrt können vielseitig sein und variieren von Person zu Person, der Situation, den Strafverfolgungsbehörden und weiteren Einflüssen. Einige Gründe könnten sein (nicht abschließend):
- Verschleierung der Identität
- Verhinderung der Festnahme
- Beseitigung von Beweismitteln
- Psychische Erkrankungen
- Verschleierung von Straftaten (bspw. Trunkenheit im Verkehr, Fahren ohne Fahrerlaubnis, Verstöße gegen das Betäubungsmittelgesetz)

Gründe für die Verfolgung durch die Behörden können sein (nicht abschließend):
- Strafverfolgungszwang
- Erforschung und Ahnden von Ordnungswidrigkeiten
- Abwehr von Gefahren für die öffentliche Sicherheit und Ordnung
- Identitätsfeststellung und/oder Festnahme des Täters

## Gefahrensituation und Dilemma
Verfolgungsfahrten stellen für Beteiligte und insbesondere auch für Unbeteiligte Personen ein großes Verkehrssicherheitsproblem dar. Im Vereinigten Königreich gibt es Schätzungen, nach denen pro Jahr 40 Personen bei Unfällen getötet werden, in die Polizeifahrzeuge involviert sind. In den USA wurden von 2004 bis 2013 rund 17.600 Personen im Rahmen einer Verfolgungsfahrt verletzt. In Deutschland werden die Anzahl der Verfolgungsfahrten nicht explizit in der Polizeilichen Kriminalstatistik (PKS) erfasst, da das Flüchten vor der Polizei per se nicht strafbar ist. Jedoch kommt es auch in Deutschland regelmäßig zu Verkehrsunfällen mit hohen Sachschäden oder verletzten Personen bei Verfolgungsfahrten. So wurden beispielsweise 2023 in Oberbayern drei Menschen, einer davon schwer, bei einer Verfolgungsfahrt verletzt, als ein Streifenwagen mit einem unbeteiligten Fahrzeug zusammenstieß. In Rheinpfalz überschlug sich ein Mann mit seinem Fahrzeug und beschädigte einen Streifenwagen, als er sich einer Polizeikontrolle entziehen wollte. Auch im Frühjahr 2024 wurden zwei Polizeibeamte verletzt, als eine flüchtige Person einen Streifenwagen mit seinem Fahrzeug rammte, nachdem er sich zuvor einer Verkehrskontrolle entzogen hatte.
Das Gefahrenpotenzial ergibt sich häufig daraus, dass die flüchtige Person versucht sich mit (stark) überhöhter Geschwindigkeit den Maßnahmen zu entziehen. Dabei missachten die Flüchtigen nicht selten grob verkehrswidrig und rücksichtslos die Verkehrsvorschriften. Insbesondere dann, wenn der Fliehende zusätzlich unter dem Einfluss von psychoaktiven Substanzen wie Alkohol, Drogen und/oder Medikamenten steht, sich in einem psychischen Ausnahmezustand befindet oder eine besonders kriminelle Energie innehat, kann sich die Situation verschärfen. Hinzu kommt, dass auch die verfolgenden Polizeibeamten teilweise hohe Geschwindigkeiten mit ihren Fahrzeugen erreichen.
Dieser Umstand versetzt die Strafverfolgungsbehörden in ein Dilemma. Einerseits stehen sie unter dem Strafverfolgungszwang, wollen die Gefahr die von dem Fliehenden ausgeht abwehren und sind dazu angehalten, den staatlichen Willen durchzusetzen. Andererseits kann das Verfolgen mit hohen Geschwindigkeiten eine größere Gefahr als die Flucht per se darstellen. Dadurch kann es in Einzelfällen und bei erheblichen Gefahrensituationen zu einem Abbruch der Verfolgungsfahrt kommen, insbesondere dann, wenn andere, gesicherte Methoden und Maßnahmen erfolgversprechend scheinen, um den flüchtigen Täter zu einem späteren Zeitpunkt zu ergreifen. Auch bei Verfolgungsfahrten gilt der Grundsatz der Verhältnismäßigkeit. Die Entscheidung über eine Fortführung oder einen Abbruch der Verfolgung richtet sich im konkreten Einzelfall nach den Gesamtumständen der Einsatzlage.

## Hilfsmittel der Strafverfolgungsbehörden
Im Rahmen einer Verfolgungsfahrt können verschiedene Führungs- und Einsatzmittel eingesetzt werden. Während das Rammen des Fluchtautos in Deutschland weitestgehend vermieden wird, zählen die sogenannten PIT-Manöver zu den Standardmaßnahmen der amerikanischen Polizei. An einigen Polizeifahrzeugen ist dort – anders als in Deutschland – eine spezielle Vorrichtung an der Fahrzeugfront verbaut, die diese Manöver unterstützen. Seit einiger Zeit werden in den USA auch sogenannte Grappler Bumper verwendet. Hierbei wird während der Fahrt ein robustes Seil auf das Fahrzeug abgefeuert, sodass es sich um den Reifen des Fluchtfahrzeugs wickelt und dieses zum Stillstand bringt. In Deutschland werden vorzugsweise sogenannte Stop-Sticks verwendet. Die Geräte ähneln in der Funktionsweise dem eines Nagelbretts.

## Situation in verschiedenen Staaten
Bei der Anzahl der Verfolgungsfahrten und dem Umgang mit diesen gibt es teilweise starke, nationale Unterschiede. Die Erfassung von Verfolgungsfahrten ist in Deutschland nicht einheitlich geregelt.

### Deutschland
Regelungen im Umgang mit Verfolgungsfahrten können in Länderspezifischen Polizeidienstvorschriften, Erlassen oder Handlungsrichtlinien normiert sein. Grundsätzlich steht die Verhältnismäßigkeit und die Abwehr von Gefahren für Leib und Leben von Personen über dem Interesse der Repression.
Die Zahl der Verfolgungsfahrten wird in keiner offiziellen Polizeistatistik erfasst, sodass nur wenige öffentliche Daten über stattgefundene Verfolgungsfahrten existieren. Jedoch kam es allein 2022 in Nordrhein-Westfalen zu 1.164 registrierten Verfolgungsfahrten. 2020 wurden im Hamburger Einsatzleitsystem 167 Verfolgungsfahrten erfasst.  Verfolgungsfahrten sind in den Medien vielfach präsent. Hierbei kommt es nicht selten zu schweren Verkehrsunfällen. 1988 kam es im Zuge des Gladbecker Geiseldramas zu einer Verfolgungsfahrt, die von einer breiten Masse der Bevölkerung wahrgenommen wurde.

### USA
In den USA sterben jährlich ungefähr 360 Personen bei Verfolgungsjagden der Polizei. Im Jahr 2002 wurden allein in Los Angeles 700 Verfolgungsjagden gemeldet. Zudem werden einige spektakuläre Verfolgungsjagden von Nachrichtenteams aus dem Helikopter heraus aufgenommen und live im Fernsehen übertragen. Große Bekanntheit erlangte die Verfolgungsjagd von O. J. Simpson im Jahr 1994.
Verfolgungsfahrten kommen in den USA weitaus häufiger vor als in Europa. Los Angeles war 2002 die Stadt mit den weltweit häufigsten Car Chases. Auch hier wird versucht, Unbeteiligte zu schützen, doch aufgrund der Straßenverhältnisse, der höheren Gefährdung durch bewaffnete Straftäter und einer oft konfrontativen Polizeipolitik (die sich z. B. auch in der zunehmend militärischen Bewaffnung der Polizisten mit vollautomatischen Sturmgewehren, massiv gepanzerten Fahrzeugen etc. zeigt) werden oft auch innerhalb von Städten rabiatere Methoden angewandt. In der Vergangenheit kam es dabei immer wieder zu schweren Unfällen, bei denen Beteiligte die Kontrolle über ihr Fahrzeug verloren und Personen schwer verletzt oder gar getötet wurden. Seit der Häufung dieser Vorfälle sind Verfolgungsfahrten, insbesondere in Kalifornien, zu einer umstrittenen Angelegenheit geworden.

## Verfolgungsjagden im Film
In Film und Fernsehen ist eine Verfolgungsjagd eine Sequenz, in der ein oder mehrere Fahrzeuge von anderen gejagt werden. Verfolgungsjagden sind weit verbreitet im Actiongenre und sind sogar Hauptmotiv einiger Filme. Sie sind vor allem beliebt, da sie schnelle, abwechslungs- und actionreiche Szenen liefern, ohne einen großen Finanzaufwand zu erfordern. Durch Autounfälle kann zudem Gewalt dargestellt werden, ohne dass Menschen Schaden zugefügt wird.
Verfolgungsjagden wurden in Filmen schon früh dargestellt. Schon 1913 hatte der Regisseur Franz Hofer in seinem Film Die schwarze Kugel eine Verfolgung dargestellt und damit den Grundstein für die noch heute dafür gültige Schnitttechnik gelegt.
Als erste moderne Verfolgungsjagd gilt jene im Film Bullitt von 1968, da sie wesentlich länger und schneller war als vorherige. Zudem wurden Kameraeinstellungen verwendet, die dem Zuschauer das Gefühl gaben, selbst im Auto zu sein. French Connection erhöhte den Realismus noch weiter: Während frühere Verfolgungsjagden auf geschlossenen Straßen oder Landstraßen stattfanden, wurden die Szene hier inmitten des normalen Verkehrs dargestellt. Ein weiterer Meilenstein war Die Seven-Ups, in dem eine wilde Verfolgungsjagd durch New York dargestellt wird, die von vielen als ähnlich zu Bullitt gesehen wird. Ein weiteres Element zur Spannungssteigerung ist die Flucht durch entgegenkommenden Verkehr hindurch, wie etwa in Ronin, Die Bourne Identität oder Lucy (2014).
Seit Bullitt wurden die Verfolgungsjagden in Filmen ständig aufwendiger. Unfälle und Kollateralschäden nehmen eine zunehmend wichtigere Rolle ein. Ein frühes Beispiel eines solchen Unfalls findet sich in dem 1974er-Film McQ schlägt zu. Der Film Driver von 1978 besteht zu einem großen Teil aus Verfolgungsjagden. In der Filmkomödie Blues Brothers aus dem Jahr 1980 kommt es gleich zu mehreren Verfolgungsjagden der Titelhelden (in einem 1974er Dodge Monaco): zunächst die Flucht vor der Polizei mitten durch ein Einkaufszentrum, dann die Flucht vor einer geprellten Country-Band, sowie vor Angehörigen der Partei der amerikanischen Nationalsozialisten. Die abschließende Verfolgungsjagd vor der Polizei nach Chicago (später begleitet von Feuerwehr, Armee und Nationalgarde), mit zahlreichen Massenkarambolagen, gilt als eine der eindrucksvollsten der Filmgeschichte.
Am verbreitetsten dürfte die Verfolgungsjagd sein, in der ein Auto von der Polizei gejagt wird. Aber auch Busse, LKWs, Motorräder, Schneemobile, Panzer und praktisch jeder andere Typ von Fahrzeug waren in diesem oder jenem Film in Verfolgungsjagden zu sehen. Sämtliche James-Bond-Filme enthalten meist mehrere detailliert inszenierte Verfolgungsjagden.
Einige Fernsehserien enthalten Verfolgungsjagden als ein Hauptmotiv, wie zum Beispiel Knight Rider, Alarm für Cobra 11 oder Airwolf.
In zahlreichen Zeichentrickfilmen wie Tom und Jerry, Road Runner und Wile E. Coyote, Speedy Gonzales und Hase und Wolf sind Verfolgungsjagden, in der Regel ohne Fahrzeuge, ein wichtiges Element. Dort „sind Verfolgungen oft Anlass zu überbordendem Klamauk.“

## Verfolgungsjagden in Computerspielen
Einige Computerspiele enthalten Spielmodi, in denen Verfolgungsjagden dargestellt werden. Hierzu gehören unter anderem:
- Driver
- Need for Speed
- Grand Theft Auto
- Enter the Matrix
- Assassin’s Creed
- Uncharted 4: A Thief’s End (die Verfolgungsjagd durch King’s Bay gilt als eine der besten der Videospielgeschichte)